# ソンドレ・トロンスタット
ソンドレ・トロンスタット（Sondre Tronstad、1995年8月26日 - ）は、ノルウェー・クリスチャンサン出身のサッカー選手。ブラックバーン・ローヴァーズFC所属。ポジションはミッドフィールダー。

## クラブ経歴
IKスタルトで2012年にプロデビューし、2020年1月24日、オランダのSBVフィテッセへ移籍した。
2023年6月15日、ブラックバーン・ローヴァーズFCへ移籍し、3年契約を結んだ。